# Haplochromis bicolor
Espèce
Statut de conservation UICN

 VU D2 : Vulnérable
Haplochromis bicolor (ou Macropleurodus bicolor) est une espèce de poissons de la famille des Cichlidae endémique du lac Victoria en Afrique.